# Аеропорт Лондон-Сіті (станція)
51°30′13″ пн. ш. 0°02′54″ сх. д. / 51.50366° пн. ш. 0.04824° сх. д.
Аеропорт Лондон-Сіті (англ. London City Airport DLR station) — станція Доклендського легкого метро Лондон, Велика Британія, обслуговує аеропорт Лондон-Сіті. Відкрита 2 грудня 2005 року. Станція розташована у лондонському боро Ньюем, у 3 тарифній зоні.
Конструкція — крита естакадна станція з однією острівною платформою.
Станція відкрита 2 грудня 2005 року у черзі між станціями Кеннінг-Таун та Кінг-Джордж
Виходи до аеропорт Лондон-Сіті
Пересадки автобуси London Buses №473 та 474